# Siciliacque
Siciliacque S.p.A. è la società che in Sicilia gestisce il servizio di captazione, accumulo, potabilizzazione e adduzione di acqua potabile a scala sovrambito.
Si tratta di una società mista classificata come "impresa pubblica" (nonostante sia prevalentemente privata), costituita per il 75% da soci industriali nel campo delle infrastrutture e dei servizi (tra cui Italgas) e per il 25% dalla Regione Siciliana.

## La storia
La modifica dell'assetto di gestione dei servizi idrici in Sicilia si inquadra in un contesto in cui l'inadeguatezza delle infrastrutture idriche e fognarie evidenziavano le carenze di un sistema fino ad allora caratterizzato dall'eccessiva frammentazione. Al fine di superare queste carenze e colmare il divario rispetto ad altre regioni europee più sviluppate, la Regione Siciliana, lo Stato Italiano e l'Unione Europea hanno promosso un'azione congiunta.
Il primo passo dell'operazione che ha portato alla nascita di Siciliacque fu compiuto nel 1999 con l'approvazione da parte dell'Assemblea regionale siciliana della legge 10 di recepimento della legge Galli (L.36/94) nell'ordinamento della Regione Siciliana. La legge prevedeva, tra l'altro, la trasformazione in società per azioni dell'Ente Acquedotti Siciliani (precedente gestore pubblico di gran parte della rete di adduzione e distribuzione dell'isola) e la ricerca di un partner privato della Regione per la costituzione di una Società per azioni in grado di ereditare la gestione del solo servizio di grande adduzione.
È stato a partire dal 2000, che però il processo ha subito una forte accelerazione, soprattutto a causa di due fatti particolarmente significativi:
- l'emergenza idrica del 2002 derivante da un'annata particolarmente secca, che evidenziò l'estrema precarietà dei servizi idrici e convinse la classe politica e l'opinione pubblica dell'insostenibilità dell'assetto organizzativo preesistente (è in questo anno che il presidente della Regione Siciliana è nominato, dal governo nazionale, commissario straordinario per l'emergenza idrica);
- la disponibilità, nell'ambito del Quadro comunitario di sostegno dell'Unione europea (Q.C.S.) per le regioni italiane dell'Obiettivo 1, di fondi per un intervento strutturale sulle reti idriche al fine di estenderle, potenziarle e mantenerle. I fondi dell'Unione europea (oltre 500 milioni di euro per la Sicilia) erano condizionati all'attuazione di una riforma strutturale del servizio idrico mediante l'attuazione della Legge Galli e la conseguente industrializzazione del servizio secondo criteri di economicità ed efficienza.

Con i decreti del Presidente della Regione Siciliana del 16/05/2000 e del 07/08/2001, la Regione Siciliana ha quindi disciplinato le forme di cooperazione tra i comuni e le province regionali per il governo e l'uso delle risorse idriche, individuando nove ATO, sulla base dei confini amministrativi delle Province siciliane.
Parallelamente, nel 2001, si procedeva alla pubblicazione dell'avviso pubblico europeo per la ricerca del partner privato a cui cedere il 75% del pacchetto azionario della nuova Siciliacque S.p.A., mentre il 25% restava nelle mani del socio pubblico (5% Regione Siciliana e 20% Ente Acquedotti Siciliani). Manifestava il proprio interesse il raggruppamento temporaneo di imprese Idrosicilia S.p.A., controllato da Enel e partecipato da Vivendi Environnement (oggi Veolia Environnement), che proponeva un piano di investimenti, articolato nell'arco dei 40 anni di concessione, per un ammontare complessivo di 580 milioni di euro. Siciliacque ottenne l'intera copertura finanziaria del project financing da una cordata di banche italiane (tra cui UniCredit e Banca Intesa), che si è assunta il rischio dell'investimento.
Successivamente alla dismissione dell'Ente Acquedotti Siciliani, anche il 20% del pacchetto azionario fu acquisito dalla Regione Siciliana, che pertanto, ad oggi, detiene il 25% della Società. Il restante 75% del capitale sociale è invece controllato da Italgas, dopo essere acquisito da Veolia, che nel tempo aveva a sua volta acquisito anche le azioni di Enel.
La società è amministrata da un consiglio di amministrazione composto da cinque membri, dei quali tre (fra cui il presidente del consiglio di amministrazione) sono designati dal presidente della Regione Siciliana ed i restanti due sono nominati dall'assemblea dei soci.

## Le attività
Siciliacque gestisce il cosiddetto "sovrambito", costituito da un sistema idrico interconnesso di dighe, traverse, pozzi, sorgenti, potabilizzatori, centrali di sollevamento, centrali idroelettriche e altre infrastrutture. Il sistema è progettato per captare la risorsa idrica, trattarla per renderla idonea al consumo umano, accumularla e, attraverso la rete di adduzione, trasportarla e consegnarla in grandi serbatoi (uno o più per ciascun comune). Ad occuparsi della gestione del servizio all'interno dell'ATO (ovvero del singolo comune) è invece la società preposta a ciascun ambito.
Ogni anno Siciliacque fornisce circa 70 milioni di metri cubi di acqua potabile, coprendo l'intero fabbisogno delle province di Trapani, Agrigento, Caltanissetta ed Enna e parte di quello di Palermo e Messina.
Siciliacque si occupa anche della realizzazione delle grandi infrastrutture previste dagli accordi quadro firmati da Stato e Regione e dalla legge obiettivo.
Nel 2009 è stato consegnato il nuovo acquedotto Favara di Burgio, che distribuisce l'acqua nella fascia costiera sud-ovest dell'isola.
Nel 2009 è stato anche messo in esercizio il nuovo potabilizzatore delle acque delle dighe Ragoleto e Cimia-Disueri, gestite rispettivamente dalla Raffineria di Gela e dal Consorzio di bonifica 5 Gela. Il nuovo impianto, progettato e realizzato da Siciliacque in tempi brevissimi, ha consentito finalmente di soddisfare la storica carenza di approvvigionamento della città di Gela con acqua di caratteristiche migliori rispetto a quella dissalata (che precedentemente costituiva la maggiore aliquota di approvvigionamento della città).
Nel 2014 è stato completato il nuovo acquedotto Gela-Aragona, che completa a est la linea di distribuzione della fascia costiera meridionale.
Nel 2017 è stato messo in funzione il sistema che copre i comuni del trapanese, l'acquedotto Montescuro Ovest.
Poco più del 70% dell'importo dei lavori di queste grandi opere proviene da risorse pubbliche ed il 30% da investimenti privati.
Dal 2018 al 2022 sono state realizzate 5 centrali idroelettriche su acquedotto - Alcantara 1 (Taormina), Alcantara 2 (Letojanni), Blufi 1 (Gela), Fanaco 1 (Cammarata) e San Giovannello (Erice) - che hanno consentito di risparmiare una aliquota importante dei consumi energetici.
Nel 2023 sono in corso di esecuzione oltre dieci commesse di grandi e medie dimensioni, finanziate dal Piano Nazionale di Ripresa e Resilienza e dal Fondo per lo sviluppo e la coesione, tra le quali il nuovo acquedotto per Marsala, Mazara e Petrosino, che risolverà lo storico problema della progressiva salinizzazione dell'acqua di falda.

## Le infrastrutture
Siciliacque gestisce circa 1.700 km di rete di adduzione costituita da 13 sistemi acquedottistici interconnessi:
- Alcantara (non interconnesso)
- Ancipa
- Blufi
- Casale
- Gela – Aragona
- Nubia
- Fanaco – Madonie Ovest
- Favara di Burgio
- Garcia
- Madonie Est
- Montescuro Est
- Montescuro Ovest
- Vittoria– Gela
- Acquedotto per Favignana (non interconnesso)

La rete è alimentata da:
- 6 invasi artificiali:
  - Ancipa (gestione Enel Green Power)
  - Cimia-Disueri (gestione Regione Siciliana, Consorzio di Bonifica 5 Gela)
  - Fanaco (gestione Siciliacque)
  - Garcia (gestione Regione Siciliana, Consorzio di Bonifica 3 Palermo)
  - Leone (gestione Siciliacque)
  - Ragoleto (gestione Raffinerie di Gela)
- 44 pozzi
- 27 sorgenti
- 3 impianti di dissalazione di acqua marina (oggi dismessi):
  - Gela (gestione Raffinerie Gela)
  - Porto Empedocle (gestione terza)
  - Trapani (gestione Siciliacque)

Siciliacque provvede anche all'esercizio di:
- 5 impianti di potabilizzazione:
  - Blufi (Resuttano): fiume Imera meridionale
  - Troina (Troina): invaso Ancipa
  - Piano Amata (Cammarata): invasi Fanaco, Leone e Raja Prizzi
  - Sambuca (Sambuca di Sicilia): invaso Garcia
  - Gela (Gela): invasi Ragoleto e Disueri
- 5 centrali idroelettriche:
  - Alcantara 1 (Taormina)
  - Alcantara 2 (Letojanni)
  - Blufi 1 (Gela)
  - Fanaco 1 (Cammarata)
  - San Giovannello (Erice)

- 2 impianti fotovoltaici

Contribuiscono alla movimentazione delle portate 66 impianti di sollevamento, distribuite nel territorio regionale.

## Dati societari
- Ragione sociale: Siciliacque S.p.A.
- Sede legale: via Vincenzo Orsini, 13 - 90139 Palermo
- Azionariato: 25% Regione Siciliana, 75% Idrosicilia (controllata da Italgas)

## Galleria d'immagini

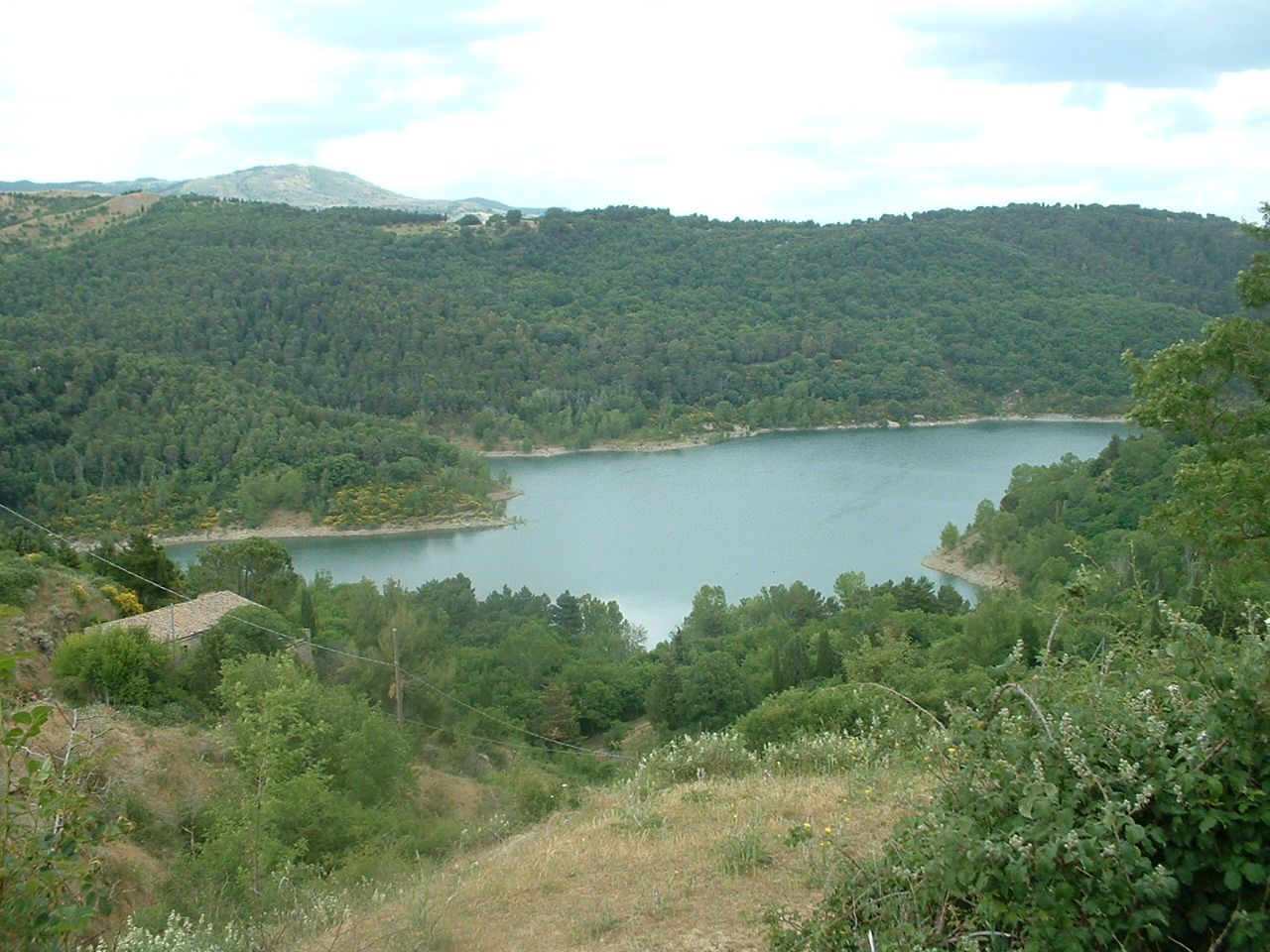
L'invaso Ancipa
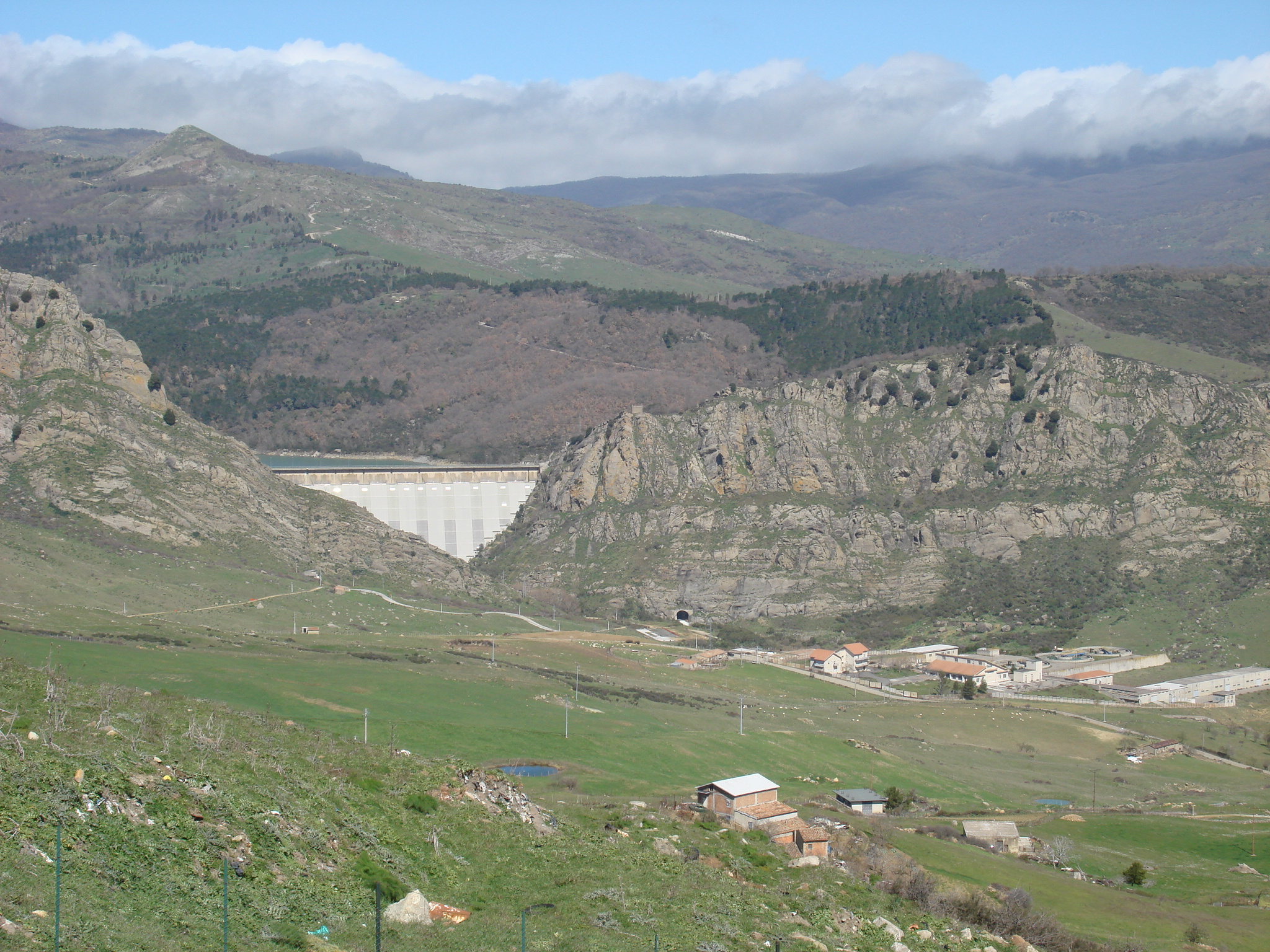
La diga Ancipa con a valle l'impianto di potabilizzazione Troina
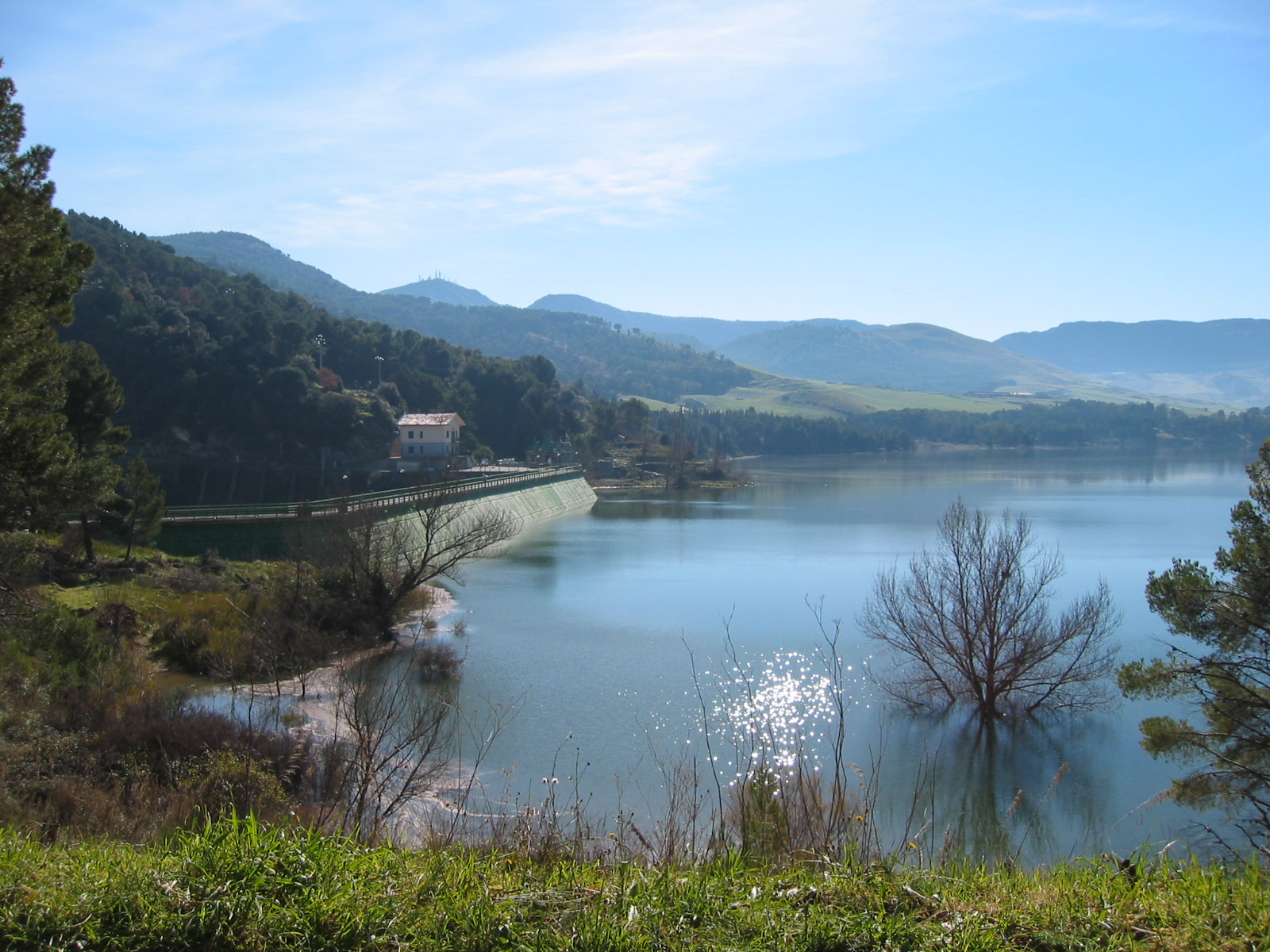
L'invaso Fanaco
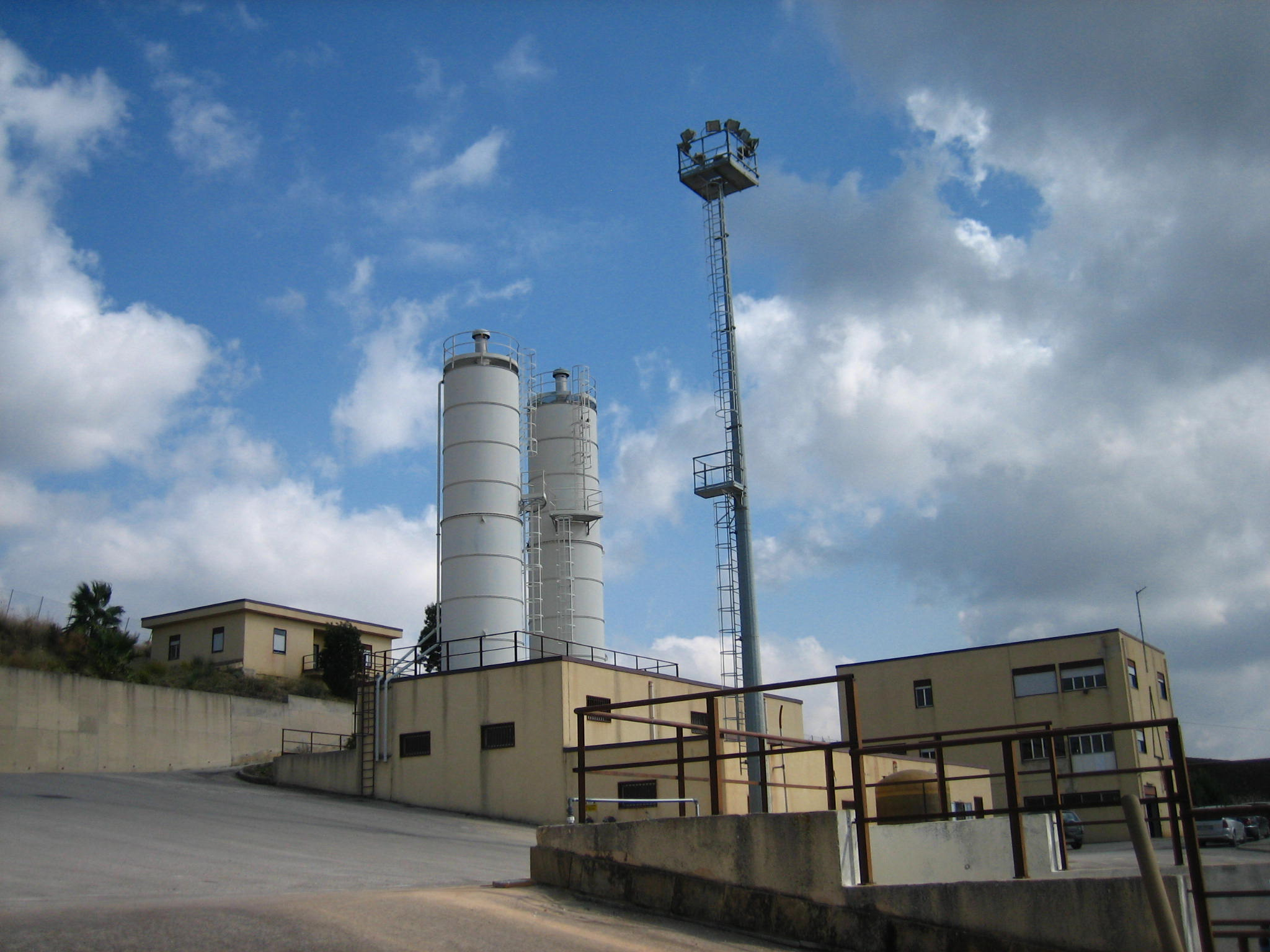
Particolare dell'impianto di potabilizzazione Blufi
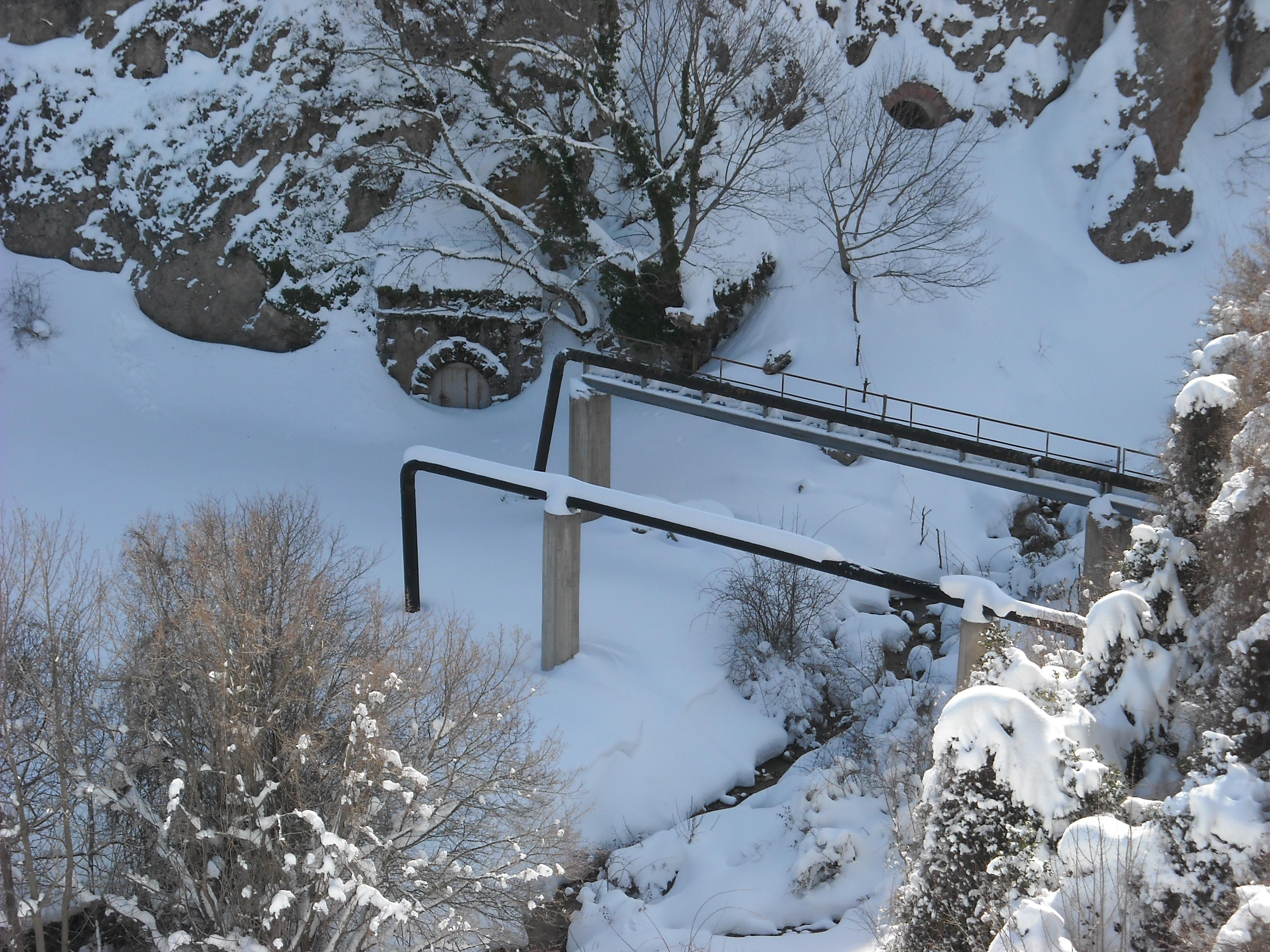
Acquedotto Madonie Est, ingresso di monte alla galleria drenante Cella
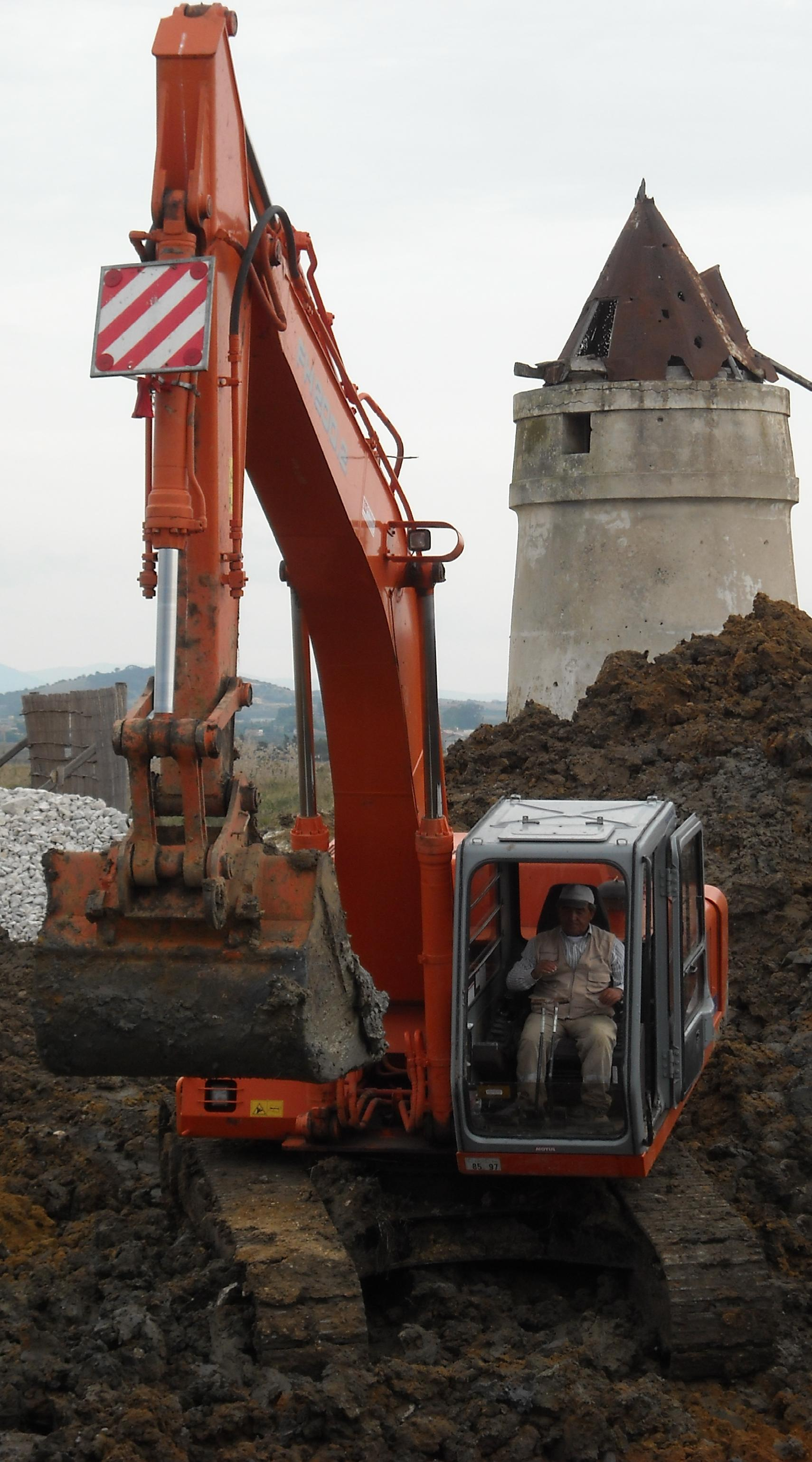
Lavori sulla condotta acqua mare dell'iimpianto di dissalazione di Trapani, sullo sfondo la salina vecchia di Paceco